# Ana Llurba
Ana Llurba (Córdoba, 1980) es una escritora e investigadora argentina. En 2021, su libro de relatos Constelaciones familiares recibió el Premio Celsius de la Semana Negra de Gijón y resultó finalista del Premio Finestres de Narrativa.

## Trayectoria
Nació en Argentina. Se licenció en Letras Modernas por la Universidad Nacional de Córdoba, con orientación en Teoría literaria. En 2008 se trasladó a vivir a Barcelona donde completó sus estudios con un máster en Teoría literaria y literatura comparada y otro en Edición, ambos en la Universidad Autónoma de Barcelona (UAB).
Ya en Barcelona, empezó a trabajar en el mundo editorial y publicó sus primeras obras. En 2015, fundó su propia editorial, Honolulu Books. Ese mismo año, publicó su primera obra, el poemario titulado Este es el momento exacto en que el tiempo empieza a correr, que recibió el Primer Premio de Poesía Joven Antonio Colinas. Posteriormente, en 2018, publicó su primera novela La puerta del cielo, cuya protagonista es una joven, llamada Estrella, inmersa en un círculo femenino dogmático cuyos referentes se encuadran entre lo bíblico, el pop y los extraterrestres. El libro de relatos Constelaciones familiares fue publicado en 2020, y en él Llurba recorre temas como la amistad, la sexualidad, la maternidad y los vínculos afectivos a través de trece historias. El ensayo publicado en 2021, Érase otra vez. Cuentos de hadas contemporáneos, es una nueva mirada, decolonial y feminista sobre los cuentos de hadas de siempre, una relectura y acercamiento a las nuevas versiones publicadas o representadas en el arte y el cine. Con la novela Hemoderivadas, publicada en 2022, Llurba se acerca al mundo del arte contemporáneo y a la explotación cultural del sur global, desde la sátira y el humor.
Su obra ha sido traducida al portugués, italiano, polaco, inglés y alemán.
Desde sus inicios como autora, Llurba ha considerado como sus referentes a autoras y autores como los uruguayos Marosa di Giorgio, Mario Levrero y Felisberto Hernández, y los estadounidenses Lorrie Moore, Amy Hempel, Donald Barthelme, Lydia Davis y George Saunders. Algunas de sus novelas favoritas son Siempre hemos vivido en el castillo de Shirley Jackson y Los vivos y los muertos de Joy Williams. 
Llurba ha sido colaboradora en diversos medios de comunicación como El País, El Mundo o La Voz del Interior, y en revistas especializadas como Letras Libres, Revista Barcelonés o Coolt, entre otras. También ha colaborado en antologías de cuento y de ensayo.

## Reconocimientos, residencias y becas
En 2015, Llurba recibió el Premio Antonio Colinas de Poesía Joven, convocado por Ediciones de La Isla de Siltolá. En 2020, se le otorgó una beca de investigación en literatura no alemana auspiciada por la ciudad de Berlín en Alemania. Al año siguiente, en 2021, fue seleccionada como escritora residente por el programa de residencias literarias de la Unesco en Cracovia. En 2021, su libro de relatos Constelaciones familiares recibió el Premio Celsius de la Semana Negra de Gijón y resultó finalista del Premio Finestres de Narrativa. Posteriormente fue becaria en el M.F.A. bilingüe de Escritura Creativa en la Universidad de Texas en El Paso. Actualmente es candidata al doctorado en Literatura latinoamericana de la Universidad de Rutgers en Estados Unidos.

## Obra
- 2015 – Este es el momento exacto en que el tiempo empieza a correr. Ediciones de Isla de Siltolá. ISBN 9788416469802
- 2018 – La puerta del cielo. Aristas Martínez, ISBN 978-84-947049-9-4
- 2020 – Constelaciones familiares. Aristas Martínez. ISBN 9788412234824
- 2021 – Érase otra vez.Cuentos de hadas contemporáneos. Wunderkammer, ISBN 978-84-121660-7-1
- 2022 – Hemoderivadas. Aristas Martínez. ISBN 9788412435344

## Antologías
- 2016 – Uno más ocho, nueve relatos viejísimos sobre la mayoría de edad. Reservoir Books. ISBN 9788416195954
- 2016 – La tribu vol. 1. La señora Dalloway.[10]
- 2017 – Presencia Humana vol. 6. Aristas Martínez. ISBN 978-84-947049-4-9[3][11]
- 2017 – Cultura de la violación. Antipersona. ISBN 978-84-697-5999-8